# Günther Krause (Conferencier)
Emil Ernst Günther „Günthi“ Krause (* 9. Februar 1923 in Erfurt; † 19. Januar 2012 in Halle (Saale)) war ein deutscher Conférencier und Entertainer.

## Leben
Kurz nach dem Abitur wurde Krause zur Wehrmacht einberufen und geriet in Afrika in französische Kriegsgefangenschaft. Nach der Heimkehr entschied er sich für ein Schauspielstudium in Weimar. Danach folgten Engagements an den Theatern in Bernburg und Staßfurt. 
Ab 1953 war Krause als festes Ensemblemitglied am Thalia-Theater in Halle (Saale) engagiert. In dieser Zeit begann er, zunächst als Nebenerwerb zur Aufbesserung seiner Gage, mit Ansagen im halleschen Steintor-Varieté. Daraus entstanden im Laufe der Zeit eigene Programme, mit denen er nicht nur auf seiner Hausbühne, dem Steintor-Varieté, sondern auch im Ost-Berliner Friedrichstadtpalast gastierte.
Im Jahr 1969 begann Günthi Krause daneben seine Tätigkeit als Regisseur und Ansager beim Zirkus Sarrasani. Ab 1973 widmete sich Krause ausschließlich seiner Arbeit als Conférencier und Entertainer, wobei er seine Texte selbst schrieb. In dieser Zeit wurde ihm durch verschiedene DDR-Kulturfunktionäre, die seine Texte kritisierten und zensierten, insgesamt viermal ein Auftrittsverbot ausgesprochen. Neben seinen Tourneen über die Bühnen der DDR war Krause auch in verschiedenen Rundfunk- und Fernsehshows zu erleben. Der Friedrichstadtpalast zeichnete ihn mit der „Goldenen Palastnadel“ aus.
Krause war nach eigener Aussage ein Christ katholischer Prägung. Er starb im Januar 2012 im Alter von 88 Jahren.

## Varietéprogramme
- Sause mit Günthi Krause
- Die drei Günthis lassen bitten
- Die Plaudertasche